# Chestnut Ridge
Chestnut Ridge är en ort (village) i Ramapo kommun i Rockland County i delstaten New York. Vid 2020 års folkräkning hade Chestnut Ridge 10 505 invånare.